# Poliedro di Escher
Il poliedro di Escher è uno dei due solidi che compaiono nella litografia Cascata - dell'incisore e pittore olandese Maurits Escher.
In geometria solida è detto dodecaedro rombico stellato ed è un poliedro composto da tre ottaedri non regolari, aventi i vertici sui punti medi delle facce e degli spigoli di un cubo.

## Altri solidi

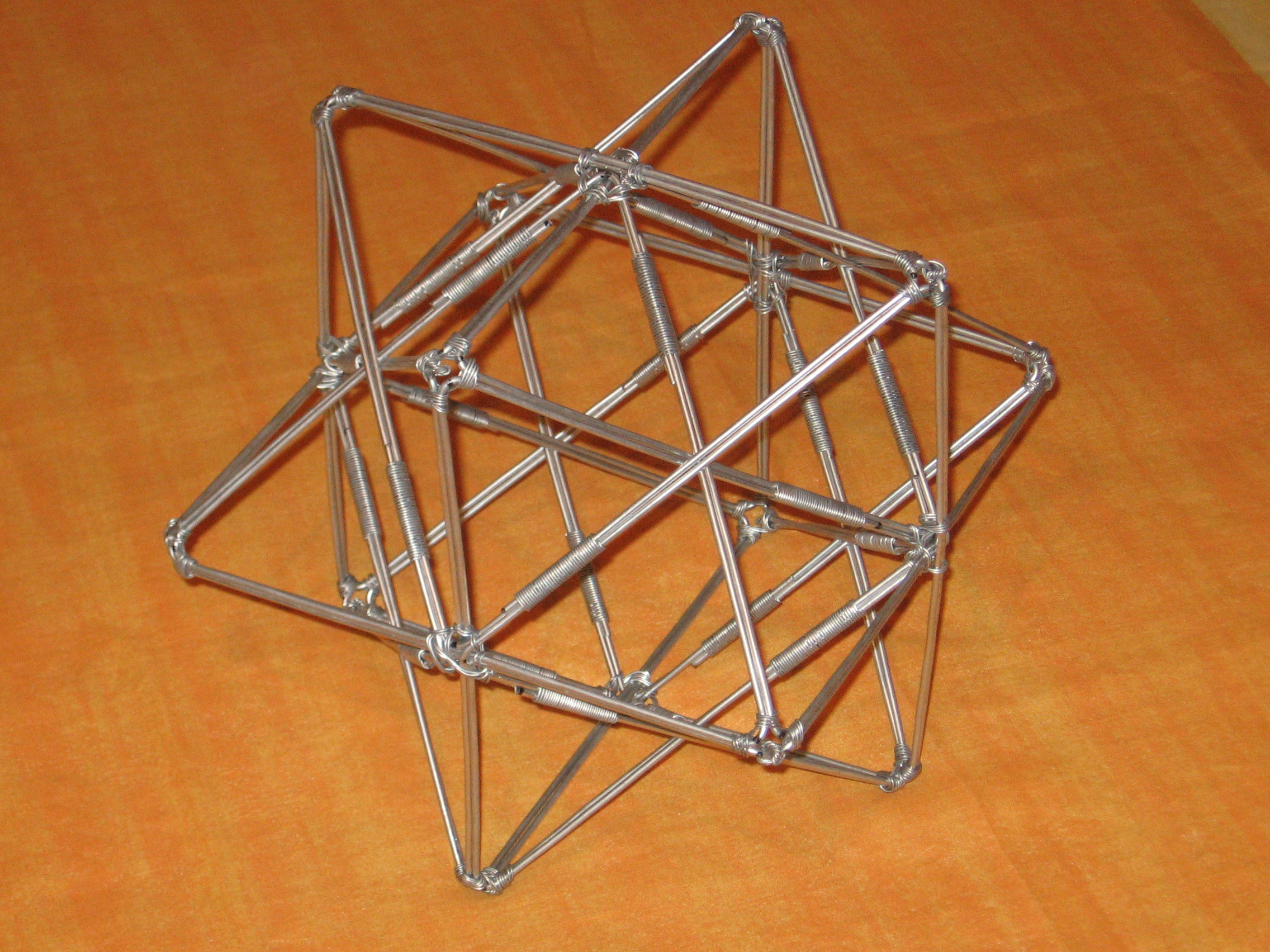
Scheletro del poliedro di Escher

La chiusura convessa del solido di Escher, ovvero il più piccolo poliedro convesso che lo contiene, è un cubottaedro.
Il suo nucleo, corrispondente all'intersezione dei tre ottaedri, è un dodecaedro rombico. Il solido di Escher è infatti una stellazione di tale poliedro.

## Simmetrie
Il gruppo delle simmetrie del dodecaedro rombico stellato, compresa la riflessione, è il gruppo ottaedrale achirale (o completo) {\displaystyle O_{h}\cong S_{4}\times \mathbb {Z} /2\mathbb {Z} }, lo stesso gruppo di simmetria dell'ottaedro, del cubo, del cubottaedro e del dodecaedro rombico.